# Brayan Manosalva
Brayan Manosalva Pincheira (Nueva Imperial, Región de La Araucanía, Chile, 14 de enero de 1997), es un futbolista profesional chileno. Juega de portero y su equipo actual es Deportes Concepción de la Primera B de Chile.

## Trayectoria

### Inicios
Se formaría como jugador de fútbol en las inferiores del Club Deportivo Huachipato y estaría considerado como arquero de reserva desde el 2017.

### San Marcos
Para la temporada 2020, Manosalva sería cedido a préstamo desde Huachipato al club San Marcos de Arica donde compartiría puesto con el también arquero y exacerero Nery Veloso.

### San Luis
El día 4 de septiembre de 2021 es presentado como nuevo jugador de San Luis para la Primera B de Chile.

### Regreso a San Marcos
Para la temporada 2023, se anuncia su regreso a San Marcos de Arica, recientemente ascendido a la Primera B de Chile.

### Deportes Concepción
Tras sólo jugar 3 partidos oficiales en su segunda etapa en San Marcos, pide su salida del equipo ariqueño, para en julio de 2023 ser presentado como nuevo jugador de Deportes Concepción de la Segunda División.

## Clubes
| Club                           | País  | Año       |
| ------------------------------ | ----- | --------- |
| Huachipato                     | Chile | 2016-2021 |
| → San Marcos de Arica (cedido) | Chile | 2020      |
| → San Luis (cedido)            | Chile | 2021      |
| San Luis                       | Chile | 2022      |
| San Marcos de Arica            | Chile | 2023      |
| Deportes Concepción            | Chile | 2023      |
| Real San Joaquín               | Chile | 2024      |
| Deportes Concepción            | Chile | 2025-Act. |